# Casimir Roumeguère
Casimir Roumeguère (ur. 15 sierpnia 1828 w Tuluzie, zm. 29 lutego 1892 tamże) – francuski botanik i mykolog.

## Życie i praca naukowa
Urodził się w rodzinie polityka i w młodości też zdecydował się na karierę polityczną, ale później zaczął studiować nauki przyrodnicze. Pełnił funkcję dyrektora czasopisma Revue mycologique. Było to pierwsze na świecie czasopismo naukowe poświęcone wyłącznie grzybom. Publikował w nim artykuły przez 13 lat, aż do swojej śmierci. Zebrał duże kolekcje eksykatów grzybów, w tym „Fungi Gallici exsiccati”, „Fungi exsiccati praecipue Gallici” i „Fungi selecti exsiccati”. Jego kolekcja alg jest częścią serii: „Algues de France”.
Oprócz badań botanicznych i mykologicznych opublikował kilka prac z dziedziny geologii, konchologii i archeologii. W 1857 r. otrzymał złoty medal Akademii Nauk w Tuluzie.
Przy nazwach naukowych utworzonych przez niego taksonów standardowo dodawany jest skrót jego nazwiska Roum. (zobacz: lista skrótów nazwisk botaników i mykologów). Uczczono go nazywając jego nazwiskiem grzyby Roumegueria (Sacc.) Henn., Roumegueriella Speg., Roumeguerites P. Karst.